# Astrallegeme
Et astrallegeme er, ifølge forskellige trosretninger (heriblandt antroposofien og teosofien), et ikke-materielt, usynligt legeme knyttet til den menneskelige bevidsthed. Astrallegemet har form omtrent som den menneskelige krop, og antages ofte at befinde sig på astralplanet.